# Жълтата кърпичка на щастието
Жълтата кърпичка на щастието (на японски: 幸福の黄色いハンカチ, Shiawase no kiiroi hankachi) е японски филм от 1977 г., режисиран от Йоджи Ямада и базиран на романа на Пийт Хамил.

## Сюжет
Младият работник Киня, уволнен от фабрика, напуска Токио с крадена кола в търсене на работа. По пътя към Хокайдо той среща момичето Акеми, което, подобно на него, е лишено от нещо в съдбата си. Продължавайки пътуването си заедно, младите хора забравят за известно време за своите трудности и безнадеждността на бъдещето. На брега на Охотско море те срещат бившия миньор Юсаку, който току-що е излязъл от затвора. Юсаку им казва, че е осъден на шест години за непредумишлено убийство. Преди освобождаването си той изпраща картичка на жена си с молба да окачи жълта кърпичка на стълб близо до къщата им, ако не се е омъжила повторно. Киня довежда Юсаку в родния му град. Близо до къщата на Юсаку виждат пилон с жълта кърпичка. И тримата – Киня, Акеми, Юсаку – намират надежда за по-добър живот, вяра в собствените си сили.

## Награди
| Награда                                 | Име          | От   |
| --------------------------------------- | ------------ | ---- |
| Награда за най-добър филм               |              | 1977 |
| Награда за най-добър поддържащ актьор   | Тецуя Такеда | 1977 |
| Награда за най-добра поддържаща актриса | Каори Момой  | 1977 |
| Награда за най-добър актьор             | Кен Такакура | 1977 |
| Награда за най-добър сценарий           | Йоджи Ямада  | 1977 |